# سیارک ۱۹۴۷۳
سیارک ۱۹۴۷۳ (به انگلیسی: 19473 Marygardner، نامگذاری:1998HE60) نوزده هزار و چهارصد و هفتاد و سومین سیارک کشف شده‌است که در ۲۱ آوریل ۱۹۹۸ کشف شد.
قدر مطلق سیارک برابر ۱۶.۲ است.